# 慈城古建筑群
慈城古建筑群位于浙江省宁波市江北区慈城镇，是慈城镇中具有代表性古建筑的统称。
慈城镇是原慈溪县的县城，1954年由原余姚县、慈溪县、镇海县3县之北部产棉区合并新设慈溪县，县城新设在浒山，而慈城镇划归宁波。由于这一变动，使慈城避免了大规模的拆迁建设，成为浙江罕见的保存较为完好的老县城。城内建筑多建于明清两朝，包含民居、会馆、街区、牌坊、古井等各种古建筑。目前列入文物保护单位的共计32处。
1997年8月29日慈城古建筑群公布为浙江省文物保护单位，2006年5月25日慈城古建筑群中的孔庙、甲第世家、福字门头、布政房、冯宅、冯岳彩绘台门公布为第六批全国重点文物保护单位，2009年12月，慈城古建筑群由于保护得力受到联合国教科文组织頒發亞太區文物古蹟保護獎榮譽獎，2011年1月7日慈城古建筑群（浙江省文物保护单位，又称慈城明清古建筑）更名为慈城大耐堂等古建筑。
现将主要建筑列表如下：
| 名称                 | 地址                 | 建造年代                 | 图片 | 保护级别                       | 简介                                                                                   |
| -------------------- | -------------------- | ------------------------ | ---- | ------------------------------ | -------------------------------------------------------------------------------------- |
| 慈城孔庙             | 竺巷东路55号         | 清                       |      | 全国重点文物保护单位           | 始建于北宋雍熙元年（984年），目前保存古建筑为清代中晚期，是浙东地区保存最完整的孔庙。  |
| 甲第世家             | 金家井巷1号          | 明嘉靖年间               |      | 全国重点文物保护单位           | 嘉靖进士钱照住处，占地1863平方米，建筑面积1360平方米，其建筑形制是典型的明代晚期建筑。 |
| 福字门头             | 金家井巷7号          | 明嘉靖年间               |      | 全国重点文物保护单位           | 占地1270平方米，建筑面积900平方米                                                      |
| 布政房               | 金家井巷8～10号      | 明万历年间               |      | 全国重点文物保护单位           | 明代万历年间湖广布政使冯叔吉住处，占地5000平方米，建筑面积2800平方米                   |
| 冯宅                 | 太阳殿路18号         | 明～清                   |      | 全国重点文物保护单位           | 冯叔吉后裔住所，占地1045平方米                                                         |
| 冯岳彩绘台门         | 完节坊里2号          | 清                       |      | 全国重点文物保护单位           | 硬山木构建筑，面阔五间，是明代南方建筑彩画现存不多的典型。                             |
| 朱贵祠               | 妙湾自然村           | 清道光二十三年（1843年） |      | 浙江省文物保护单位（独立项目） | 为纪念鸦片战争中阵亡的朱贵将军及其部下而建                                             |
| 大耐堂               | 三民路34号           | 明                       |      | 浙江省文物保护单位             | 建筑面积358平方米                                                                      |
| 冬官坊               | 民主路70号           | 明                       |      | 浙江省文物保护单位             | 为弘治进士赵睐立，石构，单间双柱，宽3.56米，残高4.3米                                  |
| 恩荣坊               | 民主路70号           | 清乾隆四十一年（1776年） |      | 浙江省文物保护单位             | 向恒升为祖父武骑将军向腾蛟立，石构，重楼，宽2.92米，高6.49米                           |
| 向宅                 | 民主路70号           | 清                       |      | 浙江省文物保护单位             | 向恒升宅，占地1139平方米                                                               |
| 桂花厅               | 民族路25号           | 明～清                   |      | 浙江省文物保护单位             | 建筑面积766平方米                                                                      |
| 刘家祠堂             | 刘家弄3号            | 明                       |      | 浙江省文物保护单位             | 刘氏为慈溪望族，祠堂三开间                                                             |
| 姚镆故居             | 民族路18号           | 明                       |      | 浙江省文物保护单位             | 嘉靖兵部尚书姚镆住所，占地37939平方米                                                  |
| 莫驸马宅             | 莫家巷25号           | 明                       |      | 浙江省文物保护单位             | 仅存门厅，占地317平方米                                                                |
| 程氏庆余堂           | 蔡院巷2号            | 清                       |      | 浙江省文物保护单位             | 北宋程颢后裔所建宗祠，五开间                                                           |
| 方家砖雕台门         | 张家园6号            | 清                       |      | 浙江省文物保护单位             | 占地678平方米                                                                          |
| 世恩坊               | 永明路口             | 明                       |      | 浙江省文物保护单位             | 石构，四柱三楼，宽7.96明，中柱高5.92米，边柱高4.46米                                   |
| 贞节坊               | 尚志路4号            | 明                       |      | 浙江省文物保护单位             | 石构，单间双柱，宽2.98米，高4.12米                                                     |
| 彭山塔               | 妙山村彭山顶         | 明                       |      | 浙江省文物保护单位（独立项目） | 楼阁式砖塔，六面七层，高22米                                                           |
| 符卿第               | 民权路29号           | 清                       |      | 浙江省文物保护单位（独立项目） | 明代嘉靖年间尚宝卿陈鲸住处，以雕刻见长。                                               |
| 太阳殿路39号俞氏民居 | 太阳殿路39号         | 明～清                   |      | 宁波市文物保护单位             | 即俞宅，原为冯叔吉故居的一部分，后转让给俞家                                           |
| 冯氏节孝坊           | 东镇桥街34号对面     | 清                       |      | 宁波市文物保护单位             |                                                                                        |
| 师古亭               | 慈湖村湖心堤         | 清乾隆三十八年（1773年） |      | 江北区文物保护单位             | 占地83平方米，六角重檐攒尖顶                                                           |
| 杨家弄15号应氏民居   | 杨家巷15号           | 清                       |      | 江北区文物保护单位             |                                                                                        |
| 周信芳祖祠           | 鼎新路口             | 1925年                   |      | 江北区文物保护单位             | 原名周信芳故居                                                                         |
| 太平天国兵营旧址     | 日新路13号           | 清嘉庆庚辰年（1820年）   |      | 江北区文物保护单位             |                                                                                        |
| 太平天国公馆旧址     | 新弄终端             | 清                       |      | 江北区文物保护单位             | 即凌宅                                                                                 |
| 中华路79号民宅       | 中华路79号           | 清                       |      | 江北区文物保护单位             |                                                                                        |
| 太湖路24号民宅       | 中华路与太湖路交汇处 | 清                       |      | 江北区文物保护单位             |                                                                                        |
| 光华路10号民宅       | 光华路10号           | 清                       |      | 江北区文物保护单位             |                                                                                        |
| 周仰山宅             | 尚志路132号          | 1929年                   |      | 江北区文物保护单位             |                                                                                        |
| 屠秉彝故里坊         | 人民路西10米         | 清同治                   |      |                                | 明吏部尚书屠慵叔父屠珙纪念坊，单间双柱，宽2.45米，残高3.65米                           |
| 冯氏坊               | 民主路70号           | 明                       |      |                                | 为工部主事赵胜之妻冯氏立，石构，单间双柱，宽3.28米，高4.56米                           |
| 陈氏坊               | 金家井巷口           | 明崇祯十三年（1640年）   |      | 市文物保护点                   | 为冯若陶妻陈氏立，石构，单间双柱，宽3.45米，高4米                                      |
| 邵氏坊               | 民权路46号           | 明                       |      | 市文物保护点                   | 石构，单间双柱，宽3.57米，高3.58米                                                     |
| 彭山闸               | 国庆村彭山塔北       | 南宋，清重修             |      |                                |                                                                                        |